# Оскар (кинопремия, 2017)
89-я церемония вручения наград премии «Оскар» за заслуги в области кинематографа за 2016 год состоялась 26 февраля 2017 года в театре «Долби» (Голливуд, Лос-Анджелес). Номинанты были объявлены 24 января 2017 года. Церемония транслировалась в прямом эфире на канале ABC, её ведущим впервые выступил комик Джимми Киммел. Объявление номинаций и вручение премий в «технических» категориях вели Джон Чо и Лесли Манн. На церемонии награждения по медицинским соображениям не присутствовала одна из номинанток на премию за лучшую женскую роль — актриса Натали Портман, за несколько дней до того родившая дочь Амалию.
Фильм-мюзикл Дэмьена Шазелла «Ла-Ла Ленд» был выдвинут в 14 номинациях, поравнявшись с рекордом премии по этому показателю, установленным в 1951 году картиной «Всё о Еве», и повторившим его в 1998 году «Титаником». В итоге лента собрала шесть наград, включая призы за лучшую режиссёрскую работу и лучшую женскую роль (Эмма Стоун).
Лучшим фильмом года была признана драма «Лунный свет». Во время объявления лауреата произошел конфуз: презентаторы Фэй Данауэй и Уоррен Битти (сыгравшие 50 лет назад роли Бонни и Клайда в одноимённом фильме) объявили победителем фильм «Ла-Ла Ленд», съёмочная группа которого поднялась на сцену, его продюсеры получили статуэтки и двое из них — Джордан Хоровиц и Марк Платт – успели произнести благодарственную речь. Когда слова благодарности произносил Фред Бергер, коллегу прервал Джордан Хоровиц: «Мы проиграли, произошла ошибка, «Лунный свет» — вы, ребята, выиграли «Лучший фильм». Это не шутка, поднимайтесь на сцену, мы боимся сказать, но кажется, мы прочитали не то, что нужно» и показал публике конверт с надписью «Лунный свет», в котором были также имена его создателей. Оказалось, что Уоррену Битти был ошибочно выдан дублирующий конверт, предназначавшийся для номинации «Лучшая женская роль» (В ней победила Эмма Стоун за фильм «Ла-Ла Ленд», из-за этого именно он был назван «Лучшим фильмом»). Продюсеры «Лунного света» поднялись на подиум, где им с извинениями были переданы награды.
«Лунный свет» также был удостоен наград в номинациях: «лучший актёр второго плана» (Махершала Али) и «лучший адаптированный сценарий» (Барри Дженкинс и Тарелл Элвин Маккрейни).
Лауреатом премии за лучший фильм на иностранном языке стала картина «Коммивояжёр» иранского режиссёра Асгара Фархади, который бойкотировал церемонию, протестуя против указа президента Трампа о 90-дневном запрете на въезд в США граждан ряда мусульманских стран, в том числе Ирана.
Звукорежиссёр Кевин О’Коннелл после 33 лет (первый раз номинировался в 1984 году) и 20 неудачных попыток всё-таки был удостоен долгожданного «Оскара» за лучший звук к фильму «По соображениям совести».

## Список событий
| Дата                         | Событие                                                    |
| Суббота, 12 ноября 2016      | Церемония вручения специальных наград                      |
| Четверг, 5 января 2017       | Голосование номинаций (начало)                             |
| Пятница, 13 января 2017      | Голосование номинаций (завершение)                         |
| Вторник, 24 января 2017      | Объявление номинантов                                      |
| Понедельник, 6 февраля 2017  | Завтрак номинантов                                         |
| Суббота, 11 февраля 2017     | Церемония вручения наград за научно-технические достижения |
| Понедельник, 13 февраля 2017 | Начало окончательного голосования                          |
| Вторник, 21 февраля 2017     | Завершение окончательного голосования                      |
| Воскресенье, 26 февраля 2017 | 89-я церемония вручения наград премии «Оскар»              |

## Список лауреатов и номинантов
Количество наград/номинаций:
- 6/14: «Ла-Ла Ленд»
- 3/8: «Лунный свет»
- 2/6: «По соображениям совести» / «Манчестер у моря»
- 1/8: «Прибытие»
- 1/4: «Ограды»
- 1/2: «Фантастические твари и где они обитают»
- 1/1: «Зверополис» / «Коммивояжёр» / «Книга джунглей» / «Отряд самоубийц» / «О. Джей: Сделано в Америке» / «Белые каски» / «Пой» / «Песочник»
- 0/6: «Лев»
- 0/4: «Любой ценой»
- 0/3: «Скрытые фигуры» / «Джеки»
- 0/2: «Глубоководный горизонт» / «Флоренс Фостер Дженкинс» / «Кубо. Легенда о самурае» / «Вторая жизнь Уве» / «Моана» / «Пассажиры» / «Изгой-один. Звёздные войны: Истории»

### Основные категории
| Категории                                                                                       | Лауреаты и номинанты                                                                                     | Лауреаты и номинанты                                                      | Лауреаты и номинанты                                                      |
| ----------------------------------------------------------------------------------------------- | --- | ------------------------------------------------------------------------- | ------------------------------------------------------------------------- |
| Лучший фильм Награды вручали Уоррен Битти и Фэй Данауэй, а также частично Джордан Хоровиц       | • Лунный свет (продюсеры: Адель Романски, Деде Гарднер и Джереми Клейнер)                                | • Лунный свет (продюсеры: Адель Романски, Деде Гарднер и Джереми Клейнер) | • Лунный свет (продюсеры: Адель Романски, Деде Гарднер и Джереми Клейнер) |
| Лучший фильм Награды вручали Уоррен Битти и Фэй Данауэй, а также частично Джордан Хоровиц       | • Прибытие (продюсеры: Шон Леви, Дэн Ливайн, Аарон Райдер и Дэвид Линд)                                  |                                                                           |                                                                           |
| Лучший фильм Награды вручали Уоррен Битти и Фэй Данауэй, а также частично Джордан Хоровиц       | • Ограды (продюсеры: Скотт Рудин, Дензел Вашингтон и Тодд Блэк)                                          |                                                                           |                                                                           |
| Лучший фильм Награды вручали Уоррен Битти и Фэй Данауэй, а также частично Джордан Хоровиц       | • По соображениям совести (продюсеры: Билл Микэник и Дэвид Пермут)                                       |                                                                           |                                                                           |
| Лучший фильм Награды вручали Уоррен Битти и Фэй Данауэй, а также частично Джордан Хоровиц       | • Любой ценой (продюсеры: Карла Хэкен и Джули Йорн)                                                      |                                                                           |                                                                           |
| Лучший фильм Награды вручали Уоррен Битти и Фэй Данауэй, а также частично Джордан Хоровиц       | • Скрытые фигуры (продюсеры: Донна Джильотти, Питер Чернин, Дженно Топпинг, Фаррелл Уильямс и Тед Мелфи) |                                                                           |                                                                           |
| Лучший фильм Награды вручали Уоррен Битти и Фэй Данауэй, а также частично Джордан Хоровиц       | • Ла-Ла Ленд (продюсеры: Фред Бергер, Джордан Хоровиц и Марк Платт)                                      |                                                                           |                                                                           |
| Лучший фильм Награды вручали Уоррен Битти и Фэй Данауэй, а также частично Джордан Хоровиц       | • Лев (продюсеры: Эмиль Шерман, Эйн Каннинг и Энджи Филдер)                                              |                                                                           |                                                                           |
| Лучший фильм Награды вручали Уоррен Битти и Фэй Данауэй, а также частично Джордан Хоровиц       | • Манчестер у моря (продюсеры: Мэтт Деймон, Кимберли Стюард, Крис Мур, Лорен Бек и Кевин Дж. Уолш)       |                                                                           |                                                                           |
| Лучшая режиссёрская работа Награду вручала Холли Берри                                          | | • Дэмьен Шазелл — «Ла-Ла Ленд»                                            | • Дэмьен Шазелл — «Ла-Ла Ленд»                                            |
| Лучшая режиссёрская работа Награду вручала Холли Берри                                          | • Дени Вильнёв — «Прибытие»                                                                              |                                                                           |                                                                           |
| Лучшая режиссёрская работа Награду вручала Холли Берри                                          | • Мел Гибсон — «По соображениям совести»                                                                 |                                                                           |                                                                           |
| Лучшая режиссёрская работа Награду вручала Холли Берри                                          | • Кеннет Лонерган — «Манчестер у моря»                                                                   |                                                                           |                                                                           |
| Лучшая режиссёрская работа Награду вручала Холли Берри                                          | • Барри Дженкинс — «Лунный свет»                                                                         |                                                                           |                                                                           |
| Лучший актёр Награду вручала Бри Ларсон                                                         | | • Кейси Аффлек — «Манчестер у моря» (за роль Ли Чандлера)                 | • Кейси Аффлек — «Манчестер у моря» (за роль Ли Чандлера)                 |
| Лучший актёр Награду вручала Бри Ларсон                                                         | • Эндрю Гарфилд — «По соображениям совести» (за роль Десмонда Досса)                                     |                                                                           |                                                                           |
| Лучший актёр Награду вручала Бри Ларсон                                                         | • Райан Гослинг — «Ла-Ла Ленд» (за роль Себастьяна Уайлдера)                                             |                                                                           |                                                                           |
| Лучший актёр Награду вручала Бри Ларсон                                                         | • Вигго Мортенсен — «Капитан Фантастик» (за роль Бена Кэша)                                              |                                                                           |                                                                           |
| Лучший актёр Награду вручала Бри Ларсон                                                         | • Дензел Вашингтон — «Ограды» (за роль Троя Максона)                                                     |                                                                           |                                                                           |
| Лучшая актриса Награду вручал Леонардо Ди Каприо                                                | | • Эмма Стоун — «Ла-Ла Ленд» (за роль Мии Долан)                           | • Эмма Стоун — «Ла-Ла Ленд» (за роль Мии Долан)                           |
| Лучшая актриса Награду вручал Леонардо Ди Каприо                                                | • Изабель Юппер — «Она» (за роль Мишель Леблан)                                                          |                                                                           |                                                                           |
| Лучшая актриса Награду вручал Леонардо Ди Каприо                                                | • Рут Негга — «Лавинг» (за роль Милдред Лавинг)                                                          |                                                                           |                                                                           |
| Лучшая актриса Награду вручал Леонардо Ди Каприо                                                | • Натали Портман — «Джеки» (за роль Джеки Кеннеди)                                                       |                                                                           |                                                                           |
| Лучшая актриса Награду вручал Леонардо Ди Каприо                                                | • Мерил Стрип — «Флоренс Фостер Дженкинс» (за роль Флоренс Фостер Дженкинс)                              |                                                                           |                                                                           |
| Лучший актёр второго плана Награду вручала Алисия Викандер                                      | | • Махершала Али — «Лунный свет» (за роль Хуана)                           | • Махершала Али — «Лунный свет» (за роль Хуана)                           |
| Лучший актёр второго плана Награду вручала Алисия Викандер                                      | • Джефф Бриджес — «Любой ценой» (за роль Маркуса Гамильтона)                                             |                                                                           |                                                                           |
| Лучший актёр второго плана Награду вручала Алисия Викандер                                      | • Лукас Хеджес — «Манчестер у моря» (за роль Патрика Чандлера)                                           |                                                                           |                                                                           |
| Лучший актёр второго плана Награду вручала Алисия Викандер                                      | • Дев Патель — «Лев» (за роль Сару Брайерли)                                                             |                                                                           |                                                                           |
| Лучший актёр второго плана Награду вручала Алисия Викандер                                      | • Майкл Шеннон — «Под покровом ночи» (за роль Бобби Андеса)                                              |                                                                           |                                                                           |
| Лучшая актриса второго плана Награду вручал Марк Райлэнс                                        | | • Виола Дэвис — «Ограды» (за роль Роуз Максон)                            | • Виола Дэвис — «Ограды» (за роль Роуз Максон)                            |
| Лучшая актриса второго плана Награду вручал Марк Райлэнс                                        | • Наоми Харрис — «Лунный свет» (за роль Паулы)                                                           |                                                                           |                                                                           |
| Лучшая актриса второго плана Награду вручал Марк Райлэнс                                        | • Николь Кидман — «Лев» (за роль Сью Брайерли)                                                           |                                                                           |                                                                           |
| Лучшая актриса второго плана Награду вручал Марк Райлэнс                                        | • Октавия Спенсер — «Скрытые фигуры» (за роль Дороти Воан)                                               |                                                                           |                                                                           |
| Лучшая актриса второго плана Награду вручал Марк Райлэнс                                        | • Мишель Уильямс — «Манчестер у моря» (за роль Рэнди Чандлер)                                            |                                                                           |                                                                           |
| Лучший оригинальный сценарий Награду вручали Бен Аффлек и гость                                 | | • Кеннет Лонерган — «Манчестер у моря»                                    | • Кеннет Лонерган — «Манчестер у моря»                                    |
| Лучший оригинальный сценарий Награду вручали Бен Аффлек и гость                                 | • Тейлор Шеридан — «Любой ценой»                                                                         |                                                                           |                                                                           |
| Лучший оригинальный сценарий Награду вручали Бен Аффлек и гость                                 | • Дэмьен Шазелл — «Ла-Ла Ленд»                                                                           |                                                                           |                                                                           |
| Лучший оригинальный сценарий Награду вручали Бен Аффлек и гость                                 | • Йоргос Лантимос, Эфтимис Филиппу — «Лобстер»                                                           |                                                                           |                                                                           |
| Лучший оригинальный сценарий Награду вручали Бен Аффлек и гость                                 | • Майк Миллс — «Женщины XX века»                                                                         |                                                                           |                                                                           |
| Лучший адаптированный сценарий Награды вручала Эми Адамс                                        | | • Барри Дженкинс и Тарелл Элвин Маккрейни — «Лунный свет»                 |                                                                           |
| Лучший адаптированный сценарий Награды вручала Эми Адамс                                        | • Эрик Хайссерер — «Прибытие»                                                                            |                                                                           |                                                                           |
| Лучший адаптированный сценарий Награды вручала Эми Адамс                                        | • Огаст Уилсон (посмертно) — «Ограды»                                                                    |                                                                           |                                                                           |
| Лучший адаптированный сценарий Награды вручала Эми Адамс                                        | • Эллисон Шредер и Тед Мелфи — «Скрытые фигуры»                                                          |                                                                           |                                                                           |
| Лучший адаптированный сценарий Награды вручала Эми Адамс                                        | • Люк Дэвис — «Лев»                                                                                      |                                                                           |                                                                           |
| Лучший анимационный полнометражный фильм Награды вручали Гаэль Гарсиа Берналь и Хейли Стейнфилд | • Зверополис / Zootopia (Байрон Ховард, Рич Мур и Кларк Спенсер)                                         | • Зверополис / Zootopia (Байрон Ховард, Рич Мур и Кларк Спенсер)          | • Зверополис / Zootopia (Байрон Ховард, Рич Мур и Кларк Спенсер)          |
| Лучший анимационный полнометражный фильм Награды вручали Гаэль Гарсиа Берналь и Хейли Стейнфилд | • Кубо. Легенда о самурае / Kubo and the Two Strings (Трэвис Найт и Эрианн Сутнер)                       |                                                                           |                                                                           |
| Лучший анимационный полнометражный фильм Награды вручали Гаэль Гарсиа Берналь и Хейли Стейнфилд | • Моана / Moana (Джон Маскер, Рон Клементс и Оснат Шурер)                                                |                                                                           |                                                                           |
| Лучший анимационный полнометражный фильм Награды вручали Гаэль Гарсиа Берналь и Хейли Стейнфилд | • Жизнь Кабачка / Ma vie de Courgette (Клод Баррас и Макс Карли)                                         |                                                                           |                                                                           |
| Лучший анимационный полнометражный фильм Награды вручали Гаэль Гарсиа Берналь и Хейли Стейнфилд | • Красная черепаха / La Tortue Rouge (Михаэль Дюдок де Вит и Тосио Судзуки)                              |                                                                           |                                                                           |
| Лучший фильм на иностранном языке Награду вручали Шарлиз Терон и Ширли Маклейн                  | • Коммивояжёр / فروشنده (Forushande) (Иран), реж. Асгар Фархади                                          | • Коммивояжёр / فروشنده (Forushande) (Иран), реж. Асгар Фархади           | • Коммивояжёр / فروشنده (Forushande) (Иран), реж. Асгар Фархади           |
| Лучший фильм на иностранном языке Награду вручали Шарлиз Терон и Ширли Маклейн                  | • Моя земля / Under sandet (Дания), реж. Мартин Зандвлиет                                                |                                                                           |                                                                           |
| Лучший фильм на иностранном языке Награду вручали Шарлиз Терон и Ширли Маклейн                  | • Вторая жизнь Уве / En man som heter Ove (Швеция), реж. Ханнес Хольм                                    |                                                                           |                                                                           |
| Лучший фильм на иностранном языке Награду вручали Шарлиз Терон и Ширли Маклейн                  | • Танна / Tanna (Австралия), реж. Мартин Батлер, Бентли Дин                                              |                                                                           |                                                                           |
| Лучший фильм на иностранном языке Награду вручали Шарлиз Терон и Ширли Маклейн                  | • Тони Эрдманн / Toni Erdmann (Германия), реж. Марен Аде                                                 |                                                                           |                                                                           |

### Другие категории
| Категории | Лауреаты и номинанты                                                                                       | Лауреаты и номинанты                                                                      |
| --- | --- | ----------------------------------------------------------------------------------------- |
| Лучшая музыка к фильму Награду вручал Сэмюэл Л. Джексон                                                                     | | • Джастин Гурвиц — «Ла-Ла Ленд»                                                           |
| Лучшая музыка к фильму Награду вручал Сэмюэл Л. Джексон                                                                     | • Мика Левай — «Джеки»                                                                                     |                                                                                           |
| Лучшая музыка к фильму Награду вручал Сэмюэл Л. Джексон                                                                     | • Дастин О’Хэллоран, Хаушка — «Лев»                                                                        |                                                                                           |
| Лучшая музыка к фильму Награду вручал Сэмюэл Л. Джексон                                                                     | • Николас Брителл — «Лунный свет»                                                                          |                                                                                           |
| Лучшая музыка к фильму Награду вручал Сэмюэл Л. Джексон                                                                     | • Томас Ньюман — «Пассажиры»                                                                               |                                                                                           |
| Лучшая песня к фильму Награды вручала Скарлетт Йоханссон                                                                    | • City of Stars — «Ла-Ла Ленд» — музыка: Джастин Гурвиц, слова: Бендж Пасек и Джастин Пол                  | • City of Stars — «Ла-Ла Ленд» — музыка: Джастин Гурвиц, слова: Бендж Пасек и Джастин Пол |
| Лучшая песня к фильму Награды вручала Скарлетт Йоханссон                                                                    | • Audition (The Fools Who Dream) — «Ла-Ла Ленд» — музыка: Джастин Гурвиц, слова: Бендж Пасек и Джастин Пол |                                                                                           |
| Лучшая песня к фильму Награды вручала Скарлетт Йоханссон                                                                    | • Can’t Stop the Feeling! — «Тролли» — музыка и слова: Джастин Тимберлейк, Макс Мартин, Shellback          |                                                                                           |
| Лучшая песня к фильму Награды вручала Скарлетт Йоханссон                                                                    | • The Empty Chair — «Джим: История Джеймса Фоули» (док.) — музыка и слова: Дж. Ральф и Стинг               |                                                                                           |
| Лучшая песня к фильму Награды вручала Скарлетт Йоханссон                                                                    | • How Far I’ll Go — «Моана» — музыка и слова: Лин-Мануэль Миранда                                          |                                                                                           |
| Лучший монтаж Награду вручали Майкл Дж. Фокс и Сет Роген                                                                    | • Джон Гилберт — «По соображениям совести»                                                                 | • Джон Гилберт — «По соображениям совести»                                                |
| Лучший монтаж Награду вручали Майкл Дж. Фокс и Сет Роген                                                                    | • Джо Уокер — «Прибытие»                                                                                   |                                                                                           |
| Лучший монтаж Награду вручали Майкл Дж. Фокс и Сет Роген                                                                    | • Джейк Робертс — «Любой ценой»                                                                            |                                                                                           |
| Лучший монтаж Награду вручали Майкл Дж. Фокс и Сет Роген                                                                    | • Том Кросс — «Ла-Ла Ленд»                                                                                 |                                                                                           |
| Лучший монтаж Награду вручали Майкл Дж. Фокс и Сет Роген                                                                    | • Нат Сандерс и Джои Макмиллон — «Лунный свет»                                                             |                                                                                           |
| Лучшая операторская работа Награду вручали Хавьер Бардем и Мерил Стрип                                                      | • Линус Сандгрен — «Ла-Ла Ленд»                                                                            | • Линус Сандгрен — «Ла-Ла Ленд»                                                           |
| Лучшая операторская работа Награду вручали Хавьер Бардем и Мерил Стрип                                                      | • Брэдфорд Янг — «Прибытие»                                                                                |                                                                                           |
| Лучшая операторская работа Награду вручали Хавьер Бардем и Мерил Стрип                                                      | • Грег Фрейзер — «Лев»                                                                                     |                                                                                           |
| Лучшая операторская работа Награду вручали Хавьер Бардем и Мерил Стрип                                                      | • Джеймс Лэкстон — «Лунный свет»                                                                           |                                                                                           |
| Лучшая операторская работа Награду вручали Хавьер Бардем и Мерил Стрип                                                      | • Родриго Прието — «Молчание»                                                                              |                                                                                           |
| Лучшая работа художника Награды вручали Джейми Дорнан и Дакота Джонсон                                                      | • Дэвид Уоско (постановщик), Сэнди Рейнольдс-Уоско (декоратор) — «Ла-Ла Ленд»                              | • Дэвид Уоско (постановщик), Сэнди Рейнольдс-Уоско (декоратор) — «Ла-Ла Ленд»             |
| Лучшая работа художника Награды вручали Джейми Дорнан и Дакота Джонсон                                                      | • Патрис Верметт (постановщик), Пол Хотте (декоратор) — «Прибытие»                                         |                                                                                           |
| Лучшая работа художника Награды вручали Джейми Дорнан и Дакота Джонсон                                                      | • Стюарт Крэйг (постановщик), Анна Пиннок (декоратор) — «Фантастические твари и где они обитают»           |                                                                                           |
| Лучшая работа художника Награды вручали Джейми Дорнан и Дакота Джонсон                                                      | • Джесс Гончор (постановщик), Нэнси Хэй (декоратор) — «Да здравствует Цезарь!»                             |                                                                                           |
| Лучшая работа художника Награды вручали Джейми Дорнан и Дакота Джонсон                                                      | • Гай Хендрикс Диас (постановщик), Джин Сердена (декоратор) — «Пассажиры»                                  |                                                                                           |
| Лучший дизайн костюмов Награду вручали Джейсон Бейтман и Кейт Маккиннон                                                     | • Коллин Этвуд — «Фантастические твари и где они обитают»                                                  | • Коллин Этвуд — «Фантастические твари и где они обитают»                                 |
| Лучший дизайн костюмов Награду вручали Джейсон Бейтман и Кейт Маккиннон                                                     | • Джоанна Джонстон — «Союзники»                                                                            |                                                                                           |
| Лучший дизайн костюмов Награду вручали Джейсон Бейтман и Кейт Маккиннон                                                     | • Консолата Бойл — «Флоренс Фостер Дженкинс»                                                               |                                                                                           |
| Лучший дизайн костюмов Награду вручали Джейсон Бейтман и Кейт Маккиннон                                                     | • Мадлин Фонтен — «Джеки»                                                                                  |                                                                                           |
| Лучший дизайн костюмов Награду вручали Джейсон Бейтман и Кейт Маккиннон                                                     | • Мэри Зофрис — «Ла-Ла Ленд»                                                                               |                                                                                           |
| Лучший звук Награды вручали Крис Эванс и София Бутелла                                                                      | • Кевин О’Коннелл, Энди Райт, Роберт Маккензи и Питер Грейс — «По соображениям совести»                    | • Кевин О’Коннелл, Энди Райт, Роберт Маккензи и Питер Грейс — «По соображениям совести»   |
| Лучший звук Награды вручали Крис Эванс и София Бутелла                                                                      | • Бернард Гарипи Стробл и Клод Ла Хэй — «Прибытие»                                                         |                                                                                           |
| Лучший звук Награды вручали Крис Эванс и София Бутелла                                                                      | • Энди Нельсон, Ай-Линг Ли и Стивен Морроу — «Ла-Ла Ленд»                                                  |                                                                                           |
| Лучший звук Награды вручали Крис Эванс и София Бутелла                                                                      | • Дэвид Паркер, Кристофер Скарабосио и Стюарт Уилсон — «Изгой-один. Звёздные войны: Истории»               |                                                                                           |
| Лучший звук Награды вручали Крис Эванс и София Бутелла                                                                      | • Грег П. Расселл, Гэри Саммерс, Джеффри Дж. Хабош и Мак Рут — «13 часов: Тайные солдаты Бенгази»          |                                                                                           |
| Лучший звуковой монтаж Награду вручали Крис Эванс и София Бутелла                                                           | • Сильвен Бельмар — «Прибытие»                                                                             | • Сильвен Бельмар — «Прибытие»                                                            |
| Лучший звуковой монтаж Награду вручали Крис Эванс и София Бутелла                                                           | • Уайли Стейтмен и Рени Тонделли — «Глубоководный горизонт»                                                |                                                                                           |
| Лучший звуковой монтаж Награду вручали Крис Эванс и София Бутелла                                                           | • Роберт Маккензи и Энди Райт — «По соображениям совести»                                                  |                                                                                           |
| Лучший звуковой монтаж Награду вручали Крис Эванс и София Бутелла                                                           | • Ай-Линг Ли и Милдред Айатру — «Ла-Ла Ленд»                                                               |                                                                                           |
| Лучший звуковой монтаж Награду вручали Крис Эванс и София Бутелла                                                           | • Алан Роберт Мюррей и Баб Асман — «Чудо на Гудзоне»                                                       |                                                                                           |
| Лучшие визуальные эффекты Награды вручали Фелисити Джонс и Риз Ахмед                                                        | • Роберт Легато, Адам Валдез, Эндрю Р. Джонс и Дэн Леммон — «Книга джунглей»                               | • Роберт Легато, Адам Валдез, Эндрю Р. Джонс и Дэн Леммон — «Книга джунглей»              |
| Лучшие визуальные эффекты Награды вручали Фелисити Джонс и Риз Ахмед                                                        | • Крейг Хаммек, Джейсон Х. Снелл, Джейсон Биллингтон и Берт Далтон — «Глубоководный горизонт»              |                                                                                           |
| Лучшие визуальные эффекты Награды вручали Фелисити Джонс и Риз Ахмед                                                        | • Стефан Серетти, Ричард Блафф, Винсент Сирелли и Пол Корбоулд — «Доктор Стрэндж»                          |                                                                                           |
| Лучшие визуальные эффекты Награды вручали Фелисити Джонс и Риз Ахмед                                                        | • Стив Эмерсон, Оливер Джонс, Брайан Маклин и Брэд Шифф — «Кубо. Легенда о самурае»                        |                                                                                           |
| Лучшие визуальные эффекты Награды вручали Фелисити Джонс и Риз Ахмед                                                        | • Джон Нолл, Моэн Лео, Хэл Т. Хикель и Нил Корбоулд — «Изгой-один. Звёздные войны: Истории»                |                                                                                           |
| Лучший грим и причёски Награды вручали Джейсон Бейтман и Кейт Маккиннон                                                     | • Алессандро Бертолацци, Джорджо Грегорини и Кристофер Нельсон — «Отряд самоубийц»                         | • Алессандро Бертолацци, Джорджо Грегорини и Кристофер Нельсон — «Отряд самоубийц»        |
| Лучший грим и причёски Награды вручали Джейсон Бейтман и Кейт Маккиннон                                                     | • Эва фон Бар и Лав Ларсон — «Вторая жизнь Уве»                                                            |                                                                                           |
| Лучший грим и причёски Награды вручали Джейсон Бейтман и Кейт Маккиннон                                                     | • Джоэл Харлоу и Ричард Алонсо — «Стартрек: Бесконечность»                                                 |                                                                                           |
| Лучший документальный полнометражный фильм Награды вручали Тараджи П. Хенсон, Кэтрин Джонсон, Жанель Монэ и Октавия Спенсер | • О. Джей: Сделано в Америке / O.J.: Made in America (Эзра Эдельман и Кэролайн Уотерлоу)                   | • О. Джей: Сделано в Америке / O.J.: Made in America (Эзра Эдельман и Кэролайн Уотерлоу)  |
| Лучший документальный полнометражный фильм Награды вручали Тараджи П. Хенсон, Кэтрин Джонсон, Жанель Монэ и Октавия Спенсер | • Море в огне / Fuocoammare (Джанфранко Рози и Донателла Палермо)                                          |                                                                                           |
| Лучший документальный полнометражный фильм Награды вручали Тараджи П. Хенсон, Кэтрин Джонсон, Жанель Монэ и Октавия Спенсер | • Я вам не негр / I Am Not Your Negro (Рауль Пек, Реми Греллети и Эбер Пек)                                |                                                                                           |
| Лучший документальный полнометражный фильм Награды вручали Тараджи П. Хенсон, Кэтрин Джонсон, Жанель Монэ и Октавия Спенсер | • Анимированная жизнь / Life, Animated (Роджер Росс Уильямс и Джули Голдман)                               |                                                                                           |
| Лучший документальный полнометражный фильм Награды вручали Тараджи П. Хенсон, Кэтрин Джонсон, Жанель Монэ и Октавия Спенсер | • Тринадцатая / 13th (Ава Дюверней, Спенсер Эверик и Ховард Бариш)                                         |                                                                                           |
| Лучший документальный короткометражный фильм Награды вручали Сальма Хайек и Дэвид Ойелоуо                                   | • Белые каски / The White Helmets (Орландо фон Айнсидель и Джоэнна Натасегара)                             | • Белые каски / The White Helmets (Орландо фон Айнсидель и Джоэнна Натасегара)            |
| Лучший документальный короткометражный фильм Награды вручали Сальма Хайек и Дэвид Ойелоуо                                   | • Крайности / Extremis (Дэн Краусс)                                                                        |                                                                                           |
| Лучший документальный короткометражный фильм Награды вручали Сальма Хайек и Дэвид Ойелоуо                                   | • 4,1 мили / 4.1 Miles / 4,1 μίλια (Дафни Мациараки)                                                       |                                                                                           |
| Лучший документальный короткометражный фильм Награды вручали Сальма Хайек и Дэвид Ойелоуо                                   | • Скрипка Джо / Joe’s Violin (Кахейн Куперман и Рафаэла Нихаузен)                                          |                                                                                           |
| Лучший документальный короткометражный фильм Награды вручали Сальма Хайек и Дэвид Ойелоуо                                   | • Ватани: Моя родина / Watani: My Homeland (Марсель Меттельсифен и Стивен Эллис)                           |                                                                                           |
| Лучший игровой короткометражный фильм Награды вручали Сальма Хайек и Дэвид Ойелоуо                                          | • Пой / Mindenki (Кристоф Дек и Анна Удварди)                                                              | • Пой / Mindenki (Кристоф Дек и Анна Удварди)                                             |
| Лучший игровой короткометражный фильм Награды вручали Сальма Хайек и Дэвид Ойелоуо                                          | • Внутренние враги / Ennemis intérieurs (Селим Аззази)                                                     |                                                                                           |
| Лучший игровой короткометражный фильм Награды вручали Сальма Хайек и Дэвид Ойелоуо                                          | • Женщина и TGV / La femme et le TGV (Тимо фон Гюнтен и Жиакун Кадуфф)                                     |                                                                                           |
| Лучший игровой короткометражный фильм Награды вручали Сальма Хайек и Дэвид Ойелоуо                                          | • Тихие ночи / Silent Nights (Аске Банг и Ким Магнуссон)                                                   |                                                                                           |
| Лучший игровой короткометражный фильм Награды вручали Сальма Хайек и Дэвид Ойелоуо                                          | • Таймкод / Timecode (Хуанхо Хименес Пенья)                                                                |                                                                                           |
| Лучший анимационный короткометражный фильм Награды вручали Гаэль Гарсиа Берналь и Хейли Стейнфилд                           | • Песочник / Piper (Алан Барилларо и Марк Сондхаймер)                                                      | • Песочник / Piper (Алан Барилларо и Марк Сондхаймер)                                     |
| Лучший анимационный короткометражный фильм Награды вручали Гаэль Гарсиа Берналь и Хейли Стейнфилд                           | • Слепая Вайша / Vaysha, l’aveugle (Теодор Ушев)                                                           |                                                                                           |
| Лучший анимационный короткометражный фильм Награды вручали Гаэль Гарсиа Берналь и Хейли Стейнфилд                           | • Время взаймы / Borrowed Time (Эндрю Коутс и Лу Хаму-Лхадж)                                               |                                                                                           |
| Лучший анимационный короткометражный фильм Награды вручали Гаэль Гарсиа Берналь и Хейли Стейнфилд                           | • Грушевый сидр и сигареты / Pear Cider and Cigarettes (Роберт Вэлли и Кара Спеллер)                       |                                                                                           |
| Лучший анимационный короткометражный фильм Награды вручали Гаэль Гарсиа Берналь и Хейли Стейнфилд                           | • Жемчужина / Pearl (Патрик Осборн)                                                                        |                                                                                           |

## Специальные награды
Вручение специальных наград состоялось в субботу, 12 ноября 2016 года в Hollywood & Highland Center, на 8-й церемонии Governors Awards. Лауреаты были определены в результате голосования Совета управляющих кинокадемии 30 августа 2016 года.

### Почётный «Оскар»
- Джеки Чан — актёр, режиссёр;
- Энн В. Коутс — киномонтажёр;
- Линн Сталмастер[англ.] — кастинг-директор;
- Фредерик Вайсман — режиссёр-документалист.

## Расовое разнообразие
На прошлогодней церемонии прозвучала критика в отношении отсутствия разнообразия. Тогда второй год подряд в основных категориях не было ни одного афроамериканского актёра или актрисы.
В этом году на награды в разных категориях были номинированы шесть афроамериканских актёров и актрис — такого количества никогда ранее не было. Эмма Стоун, получив приз за лучшую женскую роль, заявила: «За главные роли наградили белых актёров, а чёрных — за роли второго плана. Нет ли здесь расизма?»
В номинации «лучший актёр второго плана» награду получил Махершала Али — первый мусульманин, награждённый статуэткой. Он и Виола Дэвис, победившая в номинации «лучшая актриса второго плана», обречены ассоциироваться в российском обществе с курсом на «расовое разнообразие». Как и лучший документальный фильм «О. Джей: Сделано в Америке».
Первый «темнокожий» «Оскар» получила в 1940 году Хэтти МакДэниэл, сыгравшая няню семьи О’Хара в фильме «Унесённые ветром».